# Aulonocara brevinidus
Aulonocara brevinidus är en fiskart som beskrevs av Konings, 1995. Aulonocara brevinidus ingår i släktet Aulonocara och familjen Cichlidae. IUCN kategoriserar arten globalt som livskraftig. Inga underarter finns listade.